# Huaxtla, Veracruz
Huaxtla är en ort i Mexiko.   Den ligger i kommunen Jalacingo och delstaten Veracruz, i den sydöstra delen av landet, 200 km öster om huvudstaden Mexico City. Huaxtla ligger 733 meter över havet och antalet invånare är 134.
Terrängen runt Huaxtla är huvudsakligen kuperad, men söderut är den bergig. Runt Huaxtla är det ganska tätbefolkat, med 93 invånare per kvadratkilometer. Närmaste större samhälle är Teziutlan, 15,9 km sydväst om Huaxtla. I omgivningarna runt Huaxtla växer i huvudsak städsegrön lövskog.